# Psalidocyon
Psalidocyon — вимерлий рід підродини псових Borophaginae, що родом із Північної Америки. Він жив у ранньому та середньому міоцені 20.6–13.6 Ma. Наразі відомий лише один вид. Представник племені Борофагіні, це був псовий середнього розміру, який спеціалізувався на дієті з великою кількістю м'яса.